# Skytanthus
Skytanthus là chi thực vật có hoa trong họ Apocynaceae.